# Европейские юниорские легкоатлетические игры 1968
III Европейские юниорские легкоатлетические игры проходили с 23 по 25 августа 1968 года на Центральном стадионе в Лейпциге (ГДР). В соревнованиях, согласно правилам, могли принимать участие юниоры 1949 года рождения и моложе, юниорки — 1950 года рождения и моложе.
На играх были представлены спортсмены всего из 12 стран, преимущественно из Восточной Европы. В связи с вводом советских войск в Чехословакию 21 августа 1968 года на следующий день соревнования в знак протеста покинула сборная ФРГ.

## Результаты
Сокращения: WJR — мировой рекорд среди юниоров | EJR — рекорд Европы среди юниоров | NR — национальный рекорд | NJR — национальный рекорд среди юниоров | CR — рекорд чемпионата

### Юниоры
| Дисциплина                                                      | Золото                                                                           | Золото             | Серебро                                                               | Серебро            | Бронза                                                                            | Бронза             |
| --------------------------------------------------------------- | -------------------------------------------------------------------------------- | ------------------ | --------------------------------------------------------------------- | ------------------ | --------------------------------------------------------------------------------- | ------------------ |
| 100 м (ветер: +1,1 м/с)                                         | Валерий Борзов СССР                                                              | 10,4               | Тамаш Сабо Румыния                                                    | 10,5               | Александр Корнелюк СССР                                                           | 10,6               |
| 200 м (ветер: +1,9 м/с)                                         | Валерий Борзов СССР                                                              | 21,0               | Михаил Лебедев СССР                                                   | 21,5               | Мишель Маи Бельгия                                                                | 21,7               |
| 400 м                                                           | Мишель Маи Бельгия                                                               | 47,5               | Александр Кучерявый СССР                                              | 47,9               | Владимир Носенко СССР                                                             | 48,2               |
| 800 м                                                           | Райнхард Доминик ГДР                                                             | 1.51,6             | Анатолий Гончаров СССР                                                | 1.52,2             | Кшиштоф Линковский Польша                                                         | 1.52,4             |
| 1500 м                                                          | Уве Шнайдер ГДР                                                                  | 3.53,3             | Бернд Экснер ГДР                                                      | 3.54,0             | Милисав Анджелов Югославия                                                        | 3.54,6             |
| 3000 м                                                          | Ион Дима Румыния                                                                 | 8.13,4             | Вильфрид Шольц ГДР                                                    | 8.15,6             | Виктор Кузнецов СССР                                                              | 8.18,0             |
| Эстафета 4×100 м                                                | СССР · Александр Корнелюк · Михаил Лебедев · Валерий Борзов · Сергей Коровин     | 40,4               | ГДР · Юрген Руц · Хорст Хауптман · Герхард Люненшлосс · Детлев Бекман | 41,3               | Польша · Витольд Фортуняк · Мирослав Музольф · Виктор Годлевский · Богдан Гжейщак | 41,8               |
| Эстафета 4×400 м                                                | СССР · Владимир Волчок · Евгений Скакун · Владимир Носенко · Александр Кучерявый | 3.12,3             | ГДР · Юрген Лазер · Лотар Крон · Андреас Шайбе · Детлеф Линднер       | 3.12,6             | Польша · Ян Пех · Кшиштоф Линковский · Войцех Броцяк · Кшиштоф Мирос              | 3.16,0             |
| 110 м с барьерами (высота барьеров: 106,7 см) (ветер: −0,5 м/с) | Евгений Мазепа СССР                                                              | 14,3               | Франк Зибек ГДР                                                       | 14,5               | Анатолий Мошиашвили СССР                                                          | 14,7               |
| 400 м с барьерами                                               | Евгений Гавриленко СССР                                                          | 51,6               | Михаэль Шульце ГДР                                                    | 53,1               | Дмитрий Стукалов СССР                                                             | 53,2               |
| 1500 м с препятствиями                                          | Николай Бакланов СССР                                                            | 4.05,0             | Петре Лупан Румыния                                                   | 4.05,0             | Петко Георгиев Болгария                                                           | 4.05,2             |
| Ходьба на 10 000 м                                              | Йоахим Думке ГДР                                                                 | 44.48,0            | Франк Доннер ГДР                                                      | 44.50,0            | Альгис Лебеджюс СССР                                                              | 45.31,6            |
| Прыжок в высоту                                                 | Александр Шигин СССР                                                             | 2,10 м             | Иоаннис Кусулас Греция                                                | 2,10 м             | Рустам Ахметов СССР                                                               | 2,04 м             |
| Прыжок с шестом                                                 | Юрий Исаков СССР                                                                 | 4,70 м             | Владимир Кишкун СССР                                                  | 4,60 м             | Павел Ивиньский Польша                                                            | 4,40 м             |
| Прыжок в длину                                                  | Михаил Барибан СССР                                                              | 7,78 м (+1,7 м/с)  | Ульрих Лампе ГДР                                                      | 7,44 м (+2,0 м/с)  | Лаймонис Магоне СССР                                                              | 7,44 м (+1,3 м/с)  |
| Тройной прыжок                                                  | Михаил Барибан СССР                                                              | 15,94 м (+1,3 м/с) | Станислав Колесников СССР                                             | 15,46 м (+2,8 м/с) | Андреас Барактиарис Греция                                                        | 15,36 м (+1,7 м/с) |
| Толкание ядра (вес снаряда: 7,26 кг)                            | Хартмут Бризеник ГДР                                                             | 18,71 м            | Петер Хлавачке ГДР                                                    | 17,02 м            | Арунас Вайткевичюс СССР                                                           | 16,90 м            |
| Метание диска (вес снаряда: 2 кг)                               | Ханс-Юрген Якоби ГДР                                                             | 54,22 м            | Виктор Журба СССР                                                     | 51,64 м            | Хартмут Бризеник ГДР                                                              | 49,20 м            |
| Метание молота (вес снаряда: 7,26 кг)                           | Петер Пшесдзинг ГДР                                                              | 61,76 м            | Владимир Третьяк СССР                                                 | 61,32 м            | Игорь Совпель СССР                                                                | 59,08 м            |
| Метание копья                                                   | Анджей Шайда Польша                                                              | 68,52 м            | Йонас Добрила СССР                                                    | 68,36 м            | Эдмунд Бердзиньский Польша                                                        | 68,02 м            |
| Десятиборье                                                     | Леонид Литвиненко СССР                                                           | 7434 очка          | Штефан Юнге ГДР                                                       | 7319 очков         | Манфред Апт ГДР                                                                   | 7012 очков         |

### Юниорки
| Дисциплина                        | Золото                                                                               | Золото           | Серебро                                                                     | Серебро          | Бронза                                                                    | Бронза            |
| --------------------------------- | ------------------------------------------------------------------------------------ | ---------------- | --------------------------------------------------------------------------- | ---------------- | ------------------------------------------------------------------------- | ----------------- |
| 100 м (ветер: +1,0 м/с)           | Людмила Жаркова СССР                                                                 | 11,5             | Ренате Майсснер ГДР                                                         | 11,6             | Мариана Гот Румыния                                                       | 11,6              |
| 200 м (ветер: +1,9 м/с)           | Людмила Жаркова СССР                                                                 | 23,9             | Ренате Майсснер ГДР                                                         | 23,9             | Мариана Гот Румыния                                                       | 24,0              |
| 400 м                             | Вальтрауд Бирнбаум ГДР                                                               | 54,0             | Раиса Никанорова СССР                                                       | 54,4             | Мариана Филип Румыния                                                     | 55,4              |
| 800 м                             | Барбара Вик ГДР                                                                      | 2.06,3           | Вальтрауд Пёланд ГДР                                                        | 2.07,7           | Ниёле Сабайте СССР                                                        | 2.10,1            |
| Эстафета 4×100 м                  | СССР · Раиса Никанорова · Надежда Бесфамильная · Марина Никифорова · Людмила Жаркова | 45,3             | ГДР · Бербель Шриккель · Ренате Майсснер · Марион Вагнер · Габриэле Циндлер | 45,8             | Польша · Кристина Мандецкая · Уршуля Сошка · Данута Копа · Эльжбета Новак | 46,6              |
| 80 м с барьерами (ветер: 0,0 м/с) | Аннели Янс ГДР                                                                       | 11,1             | Эмина Пилав Югославия                                                       | 11,2             | Ева Бальцежик Польша                                                      | 11,2              |
| Прыжок в высоту                   | Эльке Калливода ГДР                                                                  | 1,72 м           | Нина Брынцева СССР                                                          | 1,72 м           | Катя Лазова Болгария                                                      | 1,72 м            |
| Прыжок в длину                    | Татьяна Бычкова СССР                                                                 | 6,18 м (0,0 м/с) | Наталья Костыгина СССР                                                      | 6,15 м (0,0 м/с) | Кристина Циглер ГДР                                                       | 6,07 м (−0,5 м/с) |
| Толкание ядра                     | Эльвира Сыромятникова СССР                                                           | 15,02 м          | Леана Маттес ГДР                                                            | 13,60 м          | Дора Топускова Болгария                                                   | 13,59 м           |
| Метание диска                     | Светлана Веденеева СССР                                                              | 45,94 м          | Светла Божкова Болгария                                                     | 45,46 м          | Ютта Кноблох ГДР                                                          | 45,08 м           |
| Метание копья                     | Серафина Мориц Румыния                                                               | 51,10 м          | Цецилия Байер Польша                                                        | 50,78 м          | Марион Штайнер ГДР                                                        | 48,72 м           |
| Пятиборье                         | Бурглинде Поллак ГДР                                                                 | 4717 очков       | Татьяна Бычкова СССР                                                        | 4582 очка        | Корнелия Попеску Румыния                                                  | 4460 очков        |

## Медальный зачёт
Медали в 33 дисциплинах лёгкой атлетики завоевали представители 8 стран-участниц.
 Принимающая страна
| Место | Страна    | Золото | Серебро | Бронза | Всего |
| ----- | --------- | ------ | ------- | ------ | ----- |
| 1     | СССР      | 18     | 12      | 11     | 41    |
| 2     | ГДР       | 11     | 15      | 5      | 31    |
| 3     | Румыния   | 2      | 2       | 4      | 8     |
| 4     | Польша    | 1      | 1       | 7      | 9     |
| 5     | Бельгия   | 1      | 0       | 1      | 2     |
| 6     | Болгария  | 0      | 1       | 3      | 4     |
| 7     | Греция    | 0      | 1       | 1      | 2     |
| 7     | Югославия | 0      | 1       | 1      | 2     |
| Всего | Всего     | 33     | 33      | 33     | 99    |